# Oz Noy
Oz Noy (1972) is een Israëlisch-Amerikaanse jazz, fusion en funkgitarist, die woont en werkt in New York.

## Biografie
Noy werd begin jaren 1970 in Israël geboren. Op 10-jarige leeftijd leerde hij voor het eerst drummen, maar stapte al snel over op gitaar. Zijn muzikale carrière begon in zijn jeugd als lid van verschillende bands, al snel gevolgd door professionele studio-opnamen bij Israëlische grote labels. Op 20-jarige leeftijd maakte hij deel uit van de studioband van een bekende Israëlische late night show. Om zijn carrière een nieuwe impuls te geven, besloot hij in 1996 naar New York te verhuizen. Tijdens jamsessies in de jazzclubs van New York ontmoette hij Anton Fig, Keith Carlock, Will Lee en andere muzikanten, die zijn muzikale carrière zouden begeleiden. Hij ging naar de studio en toerde met Chris Botti, Toni Braxton, Jeff 'Tain' Watts en werkte aan verschillende projecten samen met fusiongrootheden als Dave Weckl, Vinnie Colaiuta, James Genus, Jimmy Haslip, Mike Stern en anderen. Oz Noy heeft sinds 2005 (vanaf 2016) zeven albums onder zijn eigen naam uitgebracht en is als sessiemuzikant vertegenwoordigd op diverse andere albums, bijvoorbeeld door Richard Bona of Wallace Roney.

## Discografie
Albums onder zijn eigen naam
- 2005: Ha! (Magna Carta)
- 2006: Oz Live (Magnatude Records)
- 2007: Fuzzy (Magnatude Records)
- 2009: Schizophrenic (Magna Carta)
- 2011: Twisted Blues, Vol. 1 (Abstract Logix)
- 2014: Twisted Blues, Vol. 2 (Abstract Logix)
- 2016: Who Gives a Funk (Abstract Logix)
- 2017: Ozone Squeeze (Abstract Logix)
- 2019: Boogie Looga Loo (Abstract Logix)
- 2020: Snapdragon (Abstract Logix)
- 2022: Riverside met Ugonna Okegwo, Roy Marchia (Outside In Music)
- 2023: Squeeze It (Abstract Logix)
- 2023: Triple Play met Dennis Chambers en Jimmy Haslip (Abstract Logix)
- 2024: Fun One (Criss Cross Jazz)[8]

- Bibsys: 12063380
- Bibliothèque nationale de France: cb16139527c (data)
- Gemeinsame Normdatei: 103780399X
- International Standard Name Identifier: 0000 0001 1930 8644
- Library of Congress Control Number: no2011042552
- MusicBrainz: e1412c77-0e60-406e-b48d-cb28b97aa62d
- Système universitaire de documentation: 25066156X
- Virtual International Authority File: 100366978
- WorldCat: E39PBJqvY46tvc83tvJ6vQRYfq